# Eodicynodon
Eodicynodon je izumrl rod dicynodontov. Živel je v srednjem permu med 266 do 260 mio let pr. n. št. na jugu Afrike.
Bil je povprečno 30 cm dolg z 9 centimetersko glavo.
Bil je prvi predstavnik dicynodontov, tj. sesalcem podobnih plazilcev. 